# Istoria imagisticii prin rezonanță magnetică
Istoria imagisticii prin rezonanță magnetică (IRM) include activitatea multor cercetători care au contribuit la descoperirea rezonanței magnetice nucleare (RMN) și au descris fizica care stă la baza imagisticii prin rezonanță magnetică, începând cu începutul secolului XX. Imagistica prin rezonanță magnetică a fost inventată de Paul C. Lauterbur, care a dezvoltat un mecanism de codificare a informațiilor spațiale într-un semnal RMN folosind gradienți de câmp magnetic în septembrie 1971; el a publicat teoria care stă la baza acestui mecanism în martie 1973. Factorii care conduc la contrastul imaginii (diferențe în valorile timpului de relaxare a țesuturilor) fuseseră descriși cu aproape 20 de ani mai devreme de către medicul și omul de știință Erik Odeblad și Gunnar Lindström. Printre mulți alți cercetători de la sfârșitul anilor 1970 și 1980, Peter Mansfield a rafinat și mai mult tehnicile utilizate în achiziția și prelucrarea imaginilor RM, iar în 2003 el și Lauterbur au primit Premiul Nobel pentru Fiziologie sau Medicină pentru contribuțiile lor la dezvoltarea RMN. Primele scanere RMN clinice au fost instalate la începutul anilor 1980, iar în deceniile care au urmat au urmat o dezvoltare semnificativă a tehnologiei, ceea ce a dus la utilizarea sa pe scară largă în medicina de astăzi.

## Rezonanța magnetică nucleară
În 1950, ecourile de spin și dezintegrarea prin inducție liberă au fost detectate pentru prima dată de Erwin Hahn, iar în 1952, Herman Carr a produs un spectru RMN unidimensional, așa cum a raportat în teza sa de doctorat de la Harvard.
Următorul pas (de la spectre la imagistică) a fost propus de Vladislav Ivanov în Uniunea Sovietică, care a depus în 1960 o cerere de brevet pentru un dispozitiv de imagistică prin rezonanță magnetică. Principala contribuție a lui Ivanov a fost ideea de a utiliza gradientul de câmp magnetic, combinat cu o frecvență selectivă de excitație/lectură, pentru a codifica coordonatele spațiale. În termeni moderni, era vorba doar de imagistica densității protonice (nu a timpilor de relaxare), care era, de asemenea, lentă, deoarece se folosea doar o singură direcție de gradient la un moment dat și imagistica trebuia realizată felie cu felie. Cu toate acestea, a fost o adevărată procedură de imagistică prin rezonanță magnetică. Inițial respinsă ca fiind "improbabilă", cererea lui Ivanov a fost în cele din urmă aprobată în 1984 (cu data de prioritate inițială).

## Timpii de relaxare și dezvoltarea timpurie a IRM
În 1959, Jay Singer studiase fluxul sanguin prin măsurători ale timpului de relaxare RMN al sângelui la oameni vii. Astfel de măsurători nu au fost introduse în practica medicală obișnuită până la mijlocul anilor 1980, deși un brevet pentru un aparat RMN pentru întregul corp pentru măsurarea fluxului sanguin în corpul uman a fost depus de Alexander Ganssen la începutul anului 1967.
În anii 1960, în literatura științifică au apărut rezultatele lucrărilor privind relaxarea, difuzia și schimbul chimic al apei în celule și țesuturi de diferite tipuri. În 1967, Ligon a raportat măsurarea relaxării RMN a apei în brațele unor subiecți umani vii. În 1968, Jackson și Langham au publicat primele semnale RMN de la un animal viu, un șobolan anesteziat.
În anii 1970, s-a realizat că timpii de relaxare sunt determinanți cheie ai contrastului în IRM și pot fi utilizați pentru a detecta și diferenția o serie de patologii. O serie de grupuri de cercetare au arătat că celulele canceroase timpurii aveau tendința de a prezenta timpi de relaxare mai lungi decât celulele normale corespunzătoare și, ca atare, au stimulat interesul inițial pentru ideea de a detecta cancerul cu ajutorul RMN. Printre aceste grupuri timpurii se numără Damadian, Hazlewood și Chang și mulți alții. Acest lucru a inițiat, de asemenea, un program de catalogare a timpilor de relaxare a unei game largi de țesuturi biologice, care a devenit una dintre principalele motivații pentru dezvoltarea RMN-ului . and several others. 
This also initiated a program to catalog the relaxation times of a wide range of biological tissues, which became one of the main motivations for the development of MRI 
.

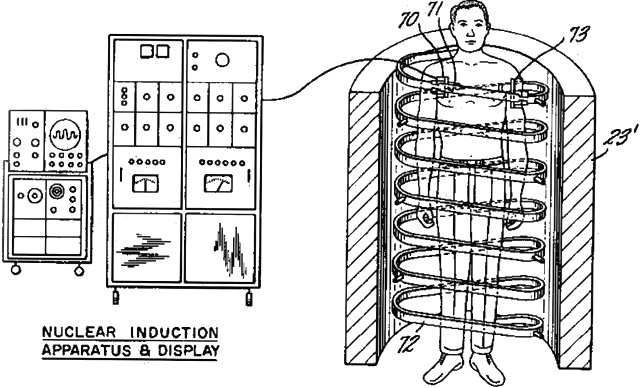
"Aparat și metodă de detectare a cancerului în țesuturi" de Raymond Damadian

Într-un articol publicat în martie 1971 în revista Science, Raymond Damadian, un medic armeano-american și profesor la Downstate Medical Center State University of New York (SUNY), a raportat că tumorile și țesuturile normale pot fi distinse in vivo prin RMN. Metodele inițiale ale lui Damadian erau defectuoase pentru utilizarea practică, bazându-se pe o scanare punct cu punct a întregului corp și folosind ratele de relaxare, care s-au dovedit a nu fi un indicator eficient al țesutului canceros. În timp ce cerceta proprietățile analitice ale rezonanței magnetice, Damadian a creat, în 1972, un aparat ipotetic de detectare a cancerului prin rezonanță magnetică. El a brevetat o astfel de mașină, brevetul U.S. Patent 3,789,832, la 5 februarie 1974. Lawrence Bennett și Dr. Irwin Weisman au descoperit, de asemenea, în 1972, că neoplasmele prezintă timpi de relaxare diferiți față de țesutul normal corespunzător. Zenuemon Abe și colegii săi au aplicat brevetul pentru un scaner RMN țintit, U.S. Patent 3,932,805 pe 1973. Ei au publicat această tehnică în 1974. Damadian susține că a inventat RMN-ul.
Fundația Națională pentru Știință a SUA notează: "Brevetul includea ideea de a folosi RMN pentru a "scana" corpul uman pentru a localiza țesutul canceros". Cu toate acestea, nu descria o metodă de generare a imaginilor dintr-o astfel de scanare sau cum anume ar putea fi realizată o astfel de scanare.

## Imaging
Paul Lauterbur de la Universitatea Stony Brook a dezvoltat tehnica lui Carr și a creat o modalitate de a genera primele imagini RMN, în 2D și 3D, folosind gradienți. În 1973, Lauterbur a publicat prima imagine de rezonanță magnetică nucleară și prima imagine în secțiune transversală a unui șoarece viu în ianuarie 1974. La sfârșitul anilor 1970, Peter Mansfield, fizician și profesor la Universitatea din Nottingham, Anglia, a dezvoltat tehnica de imagistică eco-planară (EPI), care va duce la scanări care vor dura câteva secunde în loc de ore și va produce imagini mai clare decât cele realizate de Lauterbur. Damadian, împreună cu Larry Minkoff și Michael Goldsmith, a obținut o imagine a unei tumori în toracele unui șoarece în 1976. De asemenea, ei au efectuat prima scanare corporală RMN a unei ființe umane la 3 iulie 1977, studii pe care le-au publicat în 1977. În 1979, Richard S. Likes a depus un brevet pentru k-space U.S. Patent 4,307,343.

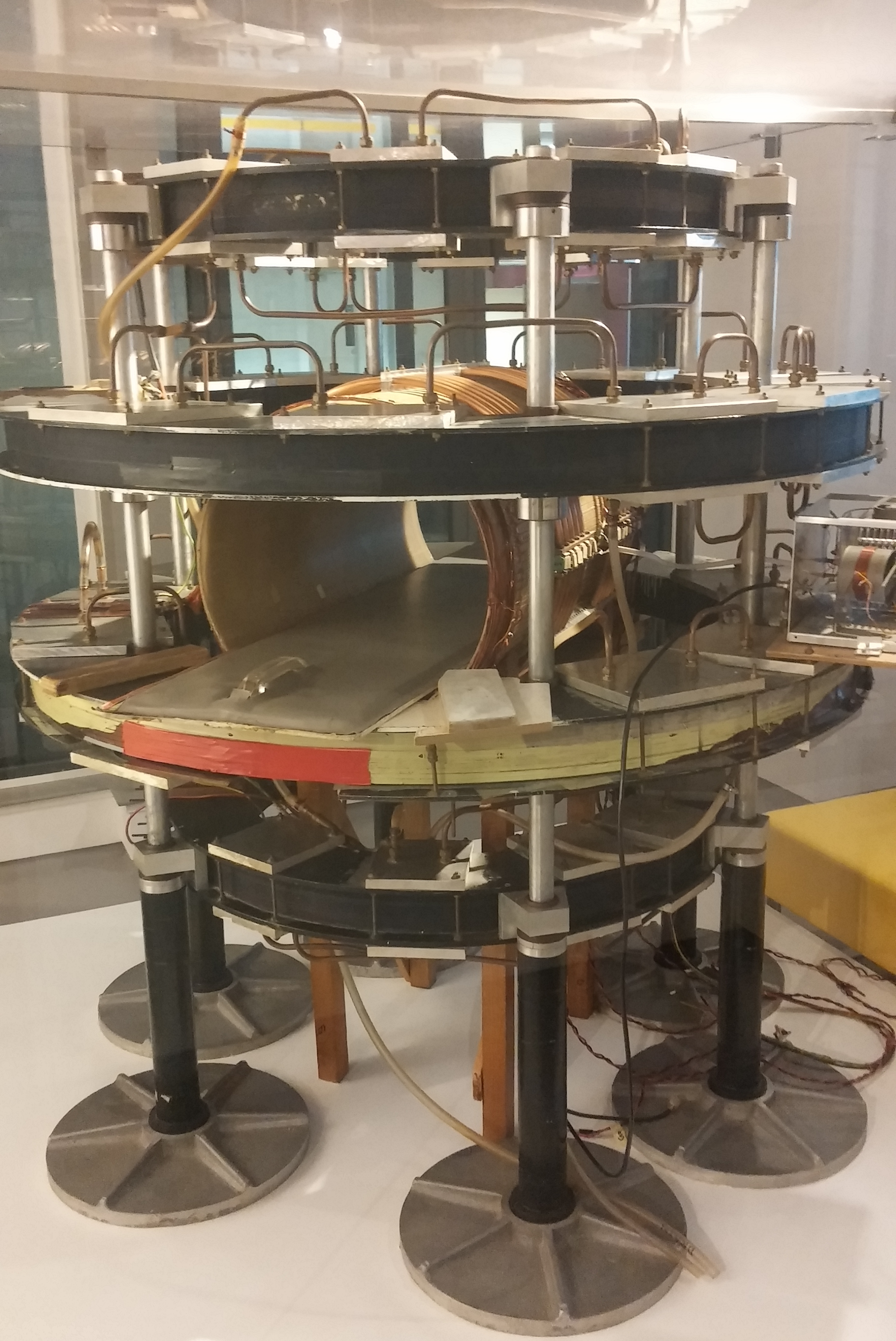
Scanerul RMN Mark One. Primul scaner RMN construit și utilizat, în Aberdeen Royal Infirmary din Scoția.

## Scanarea întregului corp
În anii 1970, o echipă condusă de John Mallard a construit primul scaner RMN pentru tot corpul la Universitatea Aberdeen din Scoția. La 28 august 1980, aceștia au folosit acest aparat pentru a obține prima imagine utilă din punct de vedere clinic a țesuturilor interne ale unui pacient cu ajutorul RMN, care a identificat o tumoare primară în pieptul pacientului, un ficat anormal și un cancer secundar în oase. Acest aparat a fost utilizat ulterior la Spitalul St Bartholomew, din Londra, din 1983 până în 1993. Mallard și echipa sa sunt recunoscuți pentru progresele tehnologice care au dus la introducerea pe scară largă a RMN-ului.
În 1975, Departamentul de Radiologie al Universității din California, San Francisco, a înființat Laboratorul de Imagistică Radiologică (RIL). Cu sprijinul Pfizer, Diasonics și, mai târziu, Toshiba America MRI, laboratorul a dezvoltat noi tehnologii de imagistică și a instalat sisteme în Statele Unite și în întreaga lume. În 1981, cercetătorii RIL, printre care Leon Kaufman și Lawrence Crooks, au publicat Nuclear Magnetic Resonance Imaging in Medicine. În anii 1980, cartea a fost considerată manualul introductiv definitiv în domeniu.
În 1980, Paul Bottomley s-a alăturat Centrului de Cercetare GE din Schenectady, New York. Echipa sa a comandat magnetul cu cea mai mare intensitate de câmp disponibil la acea vreme, un sistem de 1,5 T, și a construit primul dispozitiv de câmp înalt, depășind problemele de proiectare a bobinelor, de penetrare a RF și de raport semnal-zgomot pentru a construi primul scaner RMN/MRS pentru întregul corp. Rezultatele s-au tradus în linia de produse RMN de 1,5 T de mare succes, livrând peste 20.000 de sisteme. În 1982, Bottomley a realizat prima MRS localizată în inima și creierul uman. După ce a început o colaborare privind aplicațiile cardiace cu Robert Weiss de la Johns Hopkins, Bottomley s-a întors la universitate în 1994 ca profesor Russell Morgan și director al Diviziei de cercetare MR.

## Tehnici suplimentare
În 1986, Charles L. Dumoulin și Howard R. Hart de la General Electric au dezvoltat angiografia prin rezonanță magnetică, iar Denis Le Bihan, a obținut primele imagini și mai târziu a patentat RMN de difuzie. În 1988, Arno Villringer și colegii săi au demonstrat că agenții de contrast de susceptibilitate pot fi folosiți în IRM de perfuzie. În 1990, Seiji Ogawa, de la laboratoarele AT&T Bell, a recunoscut că sângele sărăcit în oxigen cu dHb era atras de un câmp magnetic și a descoperit tehnica care stă la baza imagisticii prin rezonanță magnetică funcțională (IRMf).
La începutul anilor 1990, Peter Basser și Le Bihan, care lucrau la NIH, și Aaron Filler, Franklyn Howe și colegii lor au publicat primele imagini DTI și tractografice ale creierului. Joseph Hajnal, Young și Graeme Bydder au descris în 1992 utilizarea secvenței de impulsuri FLAIR pentru a demonstra regiunile cu semnal ridicat din materia albă normală. În același an, John Detre și Alan P. Koretsky au dezvoltat marcarea spinului arterial. În 1997, Jürgen R. Reichenbach, E. Mark Haacke și colaboratorii de la Universitatea Washington au dezvoltat imagistica ponderată cu sensibilitate.
Progresele în tehnologia semiconductorilor au fost cruciale pentru dezvoltarea IRM-ului practic, care necesită o mare putere de calcul.
Deși RMN-ul este cel mai frecvent efectuat în clinică la 1,5 T, câmpurile mai înalte, cum ar fi 3 T pentru imagistica clinică și, mai recent, 7 T pentru scopuri de cercetare, câștigă popularitate datorită sensibilității și rezoluției lor crescute. În laboratoarele de cercetare, studiile la om au fost efectuate la 9,4 T (2006) și până la 10,5 T (2019). Studiile pe animale non-umane au fost efectuate până la 21,1 T.

## Imagistica la patul bolnavului
În 2020, Administrația pentru alimente și medicamente a Statelor Unite (USFDA) a oferit aprobarea 510(k) pentru sistemul RMN la pat al Hyperfine Research. Sistemul Hyperfine pretinde un cost de 1/20 din costul, 1/35 din consumul de energie și 1/10 din greutatea sistemelor RMN convenționale. Acesta folosește o priză electrică standard pentru alimentare.

## Premiul Nobel 2003
Reflectând importanța fundamentală și aplicabilitatea IRM în medicină, Paul Lauterbur de la Universitatea Illinois din Urbana-Champaign și Sir Peter Mansfield de la Universitatea din Nottingham au primit Premiul Nobel pentru Fiziologie sau Medicină 2003 pentru "descoperirile lor privind imagistica prin rezonanță magnetică". Mențiunea Nobel recunoștea intuiția lui Lauterbur de a folosi gradienți de câmp magnetic pentru a determina localizarea spațială, o descoperire care a permis obținerea de imagini 3D și 2D. Mansfield a fost creditat cu introducerea formalismului matematic și cu dezvoltarea tehnicilor pentru utilizarea eficientă a gradientului și pentru obținerea rapidă a imaginilor. Cercetările care au câștigat premiul au fost efectuate cu aproape 30 de ani mai devreme, în timp ce Paul Lauterbur era profesor la Departamentul de Chimie al Universității Stony Brook din New York.